# Kóixkino (Tula)
|  | Per a altres significats, vegeu «Kóixkino». |

Kóixkino (en rus: Кошкино) és un poble de l'óblast de Tula, a Rússia, segons el cens del 2010 tenia 123 habitants.